# 普什奇科沃
普什奇科沃（波蘭語：Puszczykowo）是位於波蘭的城市，屬大波蘭省。2006年，有人口8,957人。在1975-1998年期間，屬波茲南省。

## 外部連結
- 官方网站